# ساو جواو دي ميريتي
ساو جواو دي ميريتي هي بلدية في البرازيل، تتبع ريو دي جانيرو، بلغ عدد سكانها 460٬541  نسمة، في 2016، تبلغ مساحتها 34٫838 كيلومتر مربع، رمزها البريدي هو 25510-000 até 25586-170.

## الموقع
تشترك في الحدود مع:
- ريو دي جانيرو.

## أعلام
- بيرام كيال
- أندريه ناسيمنتو
- هوغو
- هومبرتو توزي
- جواري